# Río Tyne
El río Tyne es un río corto costero de la vertiente del mar del Norte del Reino Unido que discurre por el noreste de Inglaterra. Empieza como dos ríos, el North Tyne (Tyne del norte) y el South Tyne (Tyne del sur). El North Tyne nace en el condado de Northumberland al norte cerca de la frontera con Escocia. El South Tyne nace en el condado de Cumbria. Los ríos convergen cerca del pueblo de Hexham, formando un río que fluye hacia el este y desemboca en el mar del Norte. Durante su curso pasa por la ciudad de Newcastle upon Tyne, la más importante de la región. La longitud del río es de 100 km.
No debe confundirse con otro río llamado Tyne, en el sur de Escocia, que también discurre al mar del Norte.

## Historia

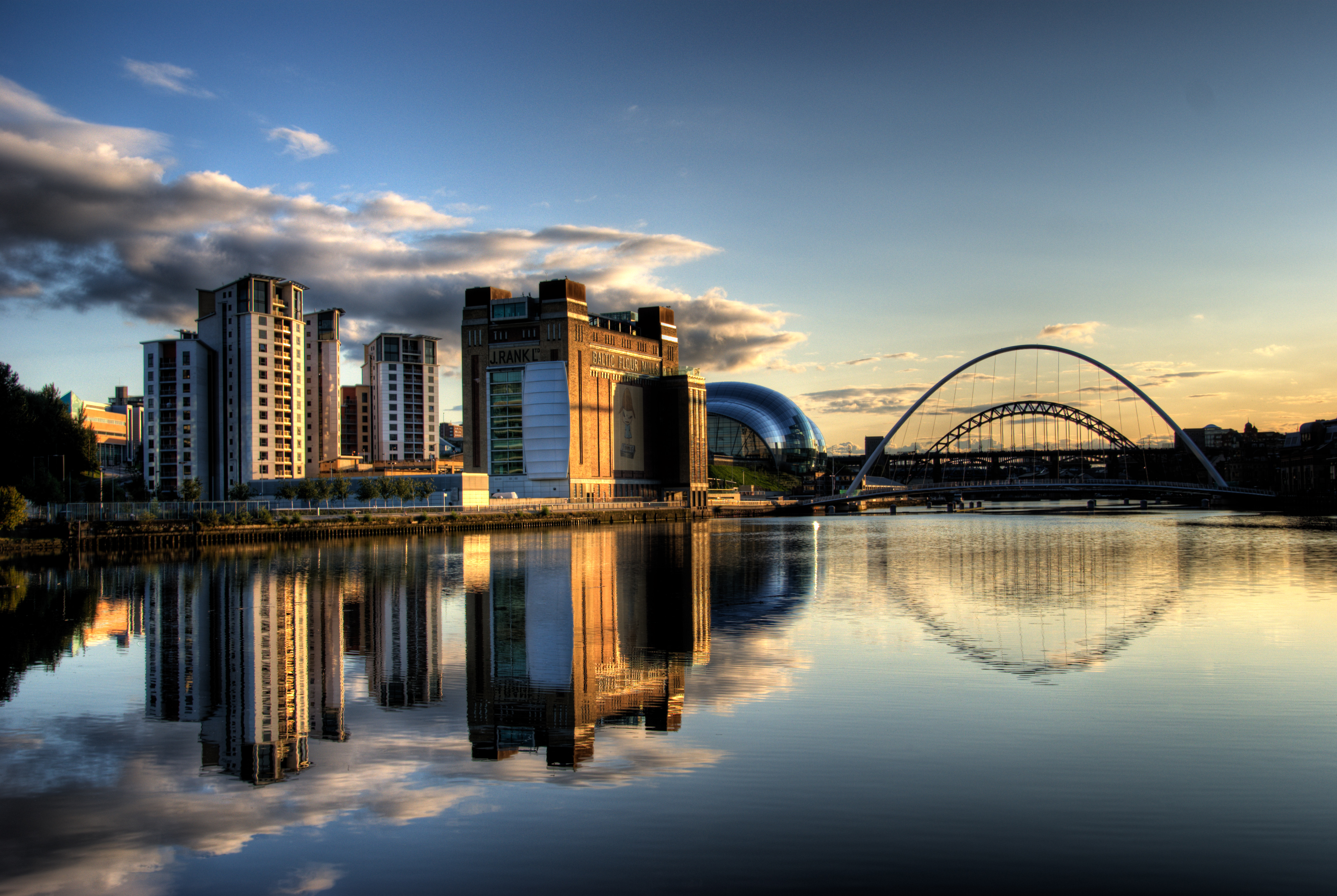
Newcastle Quayside con los puentes

En el año 120 los romanos construyeron un puente a través el río en el sitio donde actualmente se encuentra Newcastle upon Tyne. Llamaron este sitio Pons Aelius. La parte del río desde Newcastle hasta la desembocadura se pobló gradualmente, llegando a estar muy industrializada, principalmente gracias a la producción y exportación de carbón y la construcción de buques. La industria ha disminuido y  las minas de carbón ya no existen. Ahora las orillas de esta parte del río contienen casas y apartamentos en vez de fábricas. En la parte del oeste de Newcastle el río conserva su carácter rural.
A partir del siglo XIX el río empezó a contaminarse a causa de la industria. A finales de ese siglo y hasta mediados del siglo XX se realizó una limpieza extensiva del Tyne. En la actualidad es un río muy limpio, con salmones y otros peces.

## Imágenes

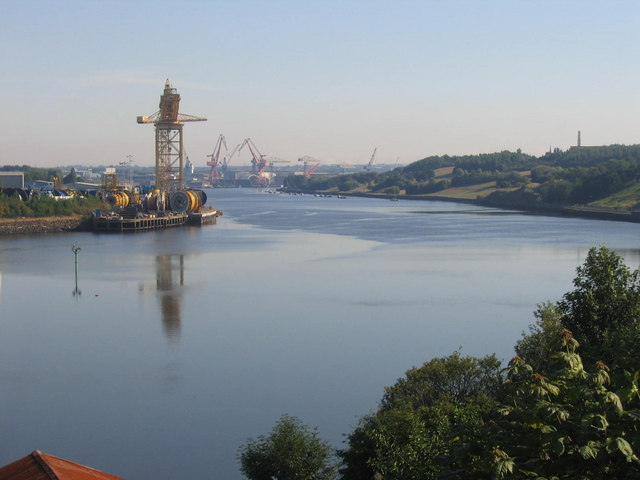
El río en Bill Quay
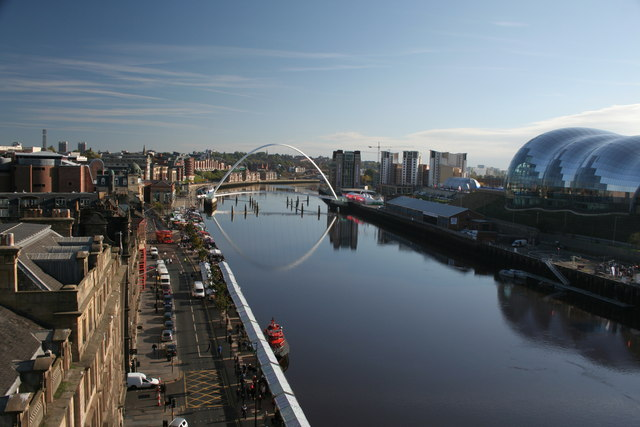
El río en Newcastle upon Tyne
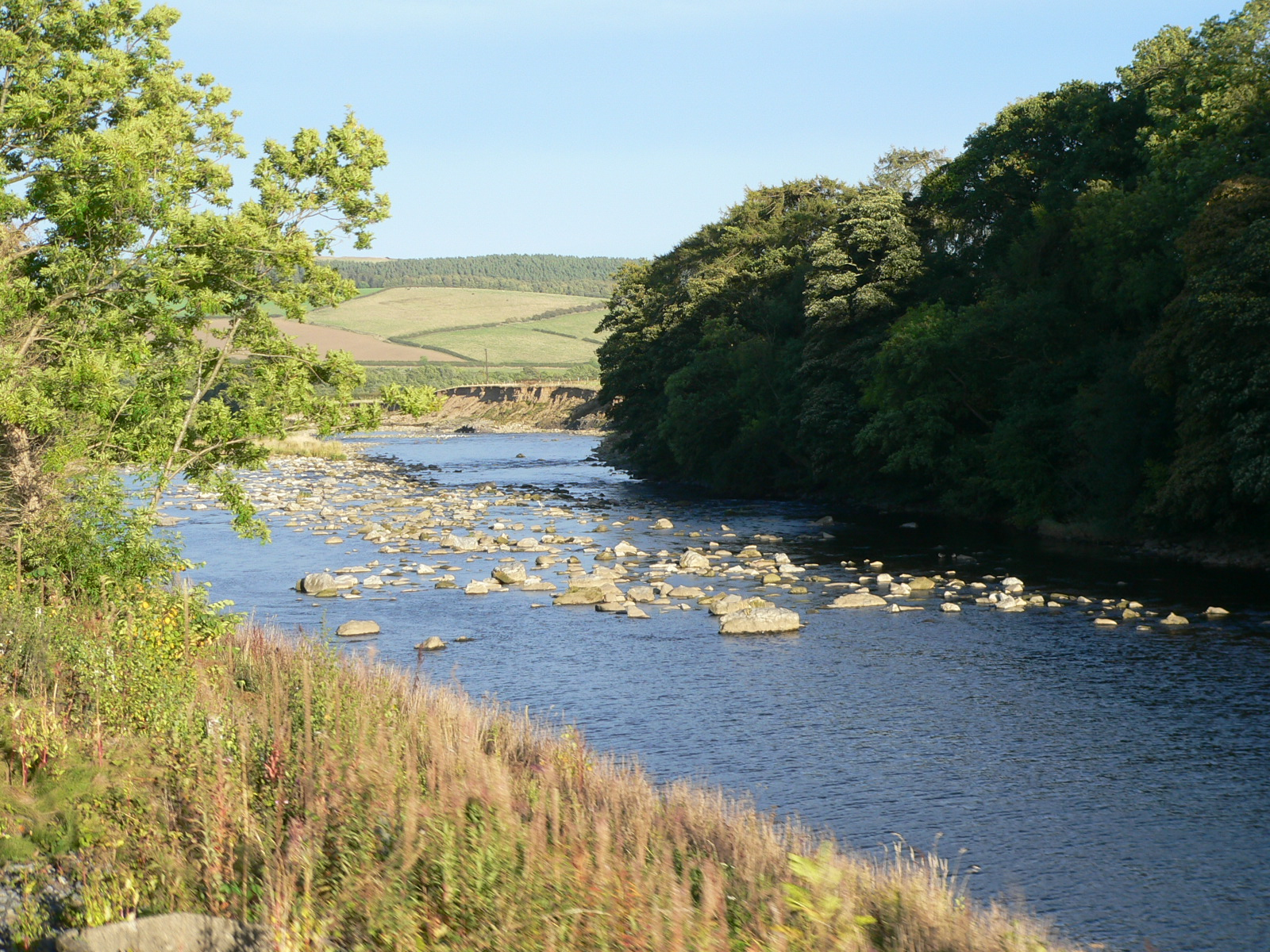
El río al este de Newcastle
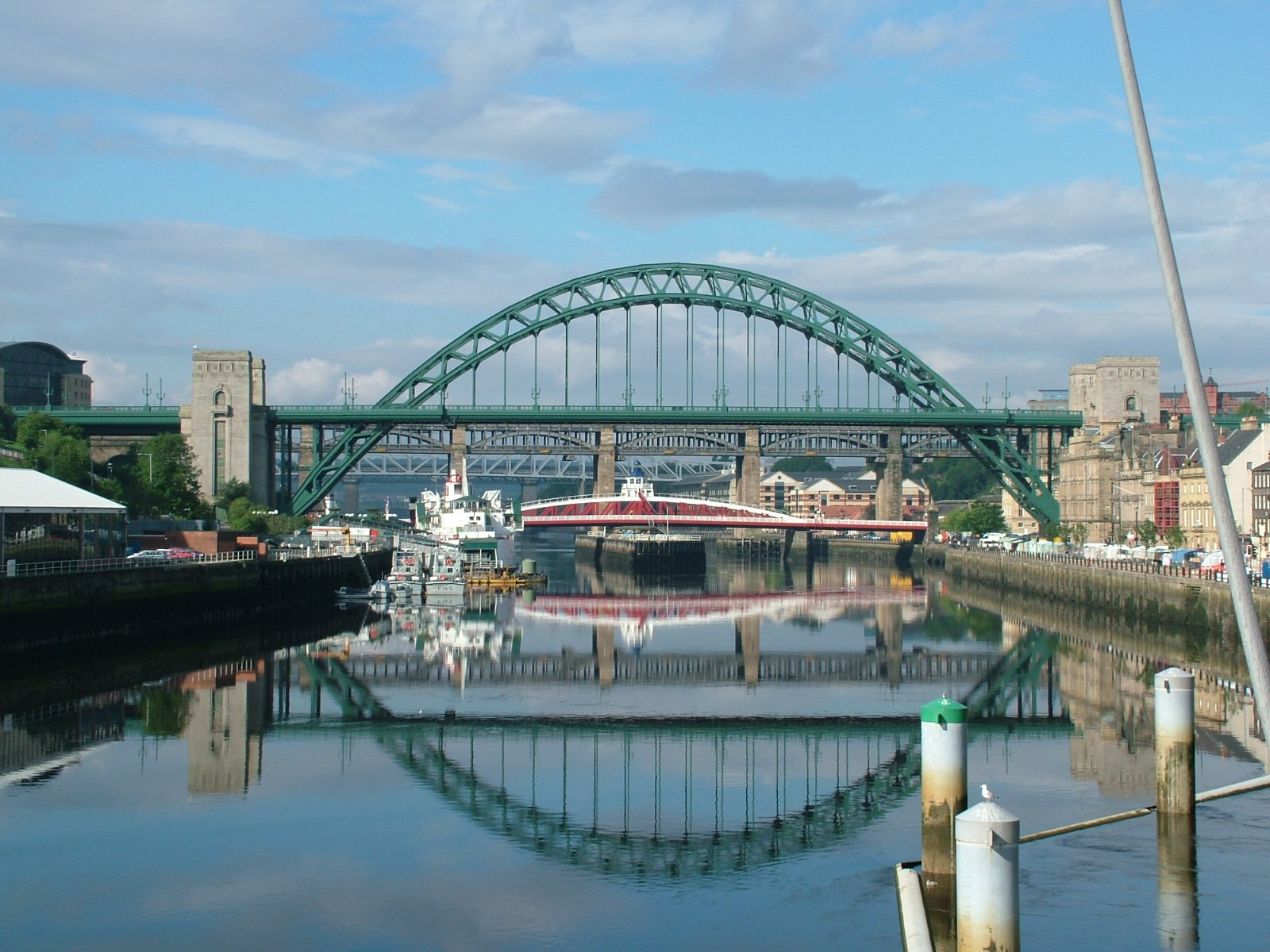
Puentes sobre el río en el centro de Newcastle upon Tyne